# Laurențiu Rădvan
Laurențiu Rădvan (n. 18 iulie 1975, Brăila, România) este un istoric, specialist în istorie medievală și pre-modernă și profesor universitar doctor la Facultatea de Istorie de la Universitatea „Alexandru Ioan Cuza” din Iași. 
Absolvent al Liceului ”Gh. Munteanu Murgoci” din Brăila, profilul filologie-limbi străine (1993). După ce a urmat studii universitare în domeniul Istorie la Iași (licență - 1997, master - 1998), a devenit doctor în Istorie în 2003; preocupări de istorie urbană, cartografie istorică, istorie socială și economică. Premiul „A. D. Xenopol” al Academiei Române, pentru lucrarea „Orașele din Țara Românească până la sfârșitul secolului al XVI-lea”, Iași, 2004; membru al „Comisiei de istoria orașelor din România” a Academiei Române (din 1999) și al Comisiei Internaționale de Istorie a Orașelor (din 2008).

## Lucrări semnificative
- Planurile orașului București în arhive rusești (1770-1850) / The City Plans of Bucharest in Russian archives (1770-1850), împreună cu Mihai Anatolii Ciobanu, Iași, Editura Universității „Alexandru Ioan Cuza”, 2023.
- Planurile orașului Iași în arhive străine (1739-1833) / The City Plans of Iași în Foreign Archives (1739-1833), împreună cu Mihai Anatolii Ciobanu, București/Heidelberg, Dar Publishing & Herlo Verlag, 2020.
- Orașul și Biserica: patrimoniu, oameni, activități (secolele XV-XIX), volum editat de Laurențiu Rădvan, Iași, Editura Universității „Alexandru Ioan Cuza”, 2019.
- Social and Political Elites in Eastern and Central Europe (15th-18th Centuries), ed. by Cristian Luca, Laurențiu Rădvan (and Alexandru Simon), London, School of Slavonic and East European Studies UCL, 2015.
- Iași – oraș al diversității. Categorii etnice și minorități în secolele XV-XX: aspecte sociale, economice și culturale, volum coordonat de Laurențiu Rădvan, Iași, Editura Ars Longa, 2015.
- Orașe vechi, orașe noi în spațiul românesc. Societate, economie și civilizație urbană în prag de modernitate (sec. XVI-jumătatea sec. XIX), Iași, Editura Universității „Al. I. Cuza”, 2014.
- Orașele din țările române în evul mediu (sfârșitul sec. al XIII-lea – începutul sec. al XVI-lea), Iași, Editura Universității „Al. I. Cuza”, 2011.
- Orașele, orășenii și banii: atitudini, activități, instituții, implicații (sec. XVI-XX), volum editat de Laurențiu Rădvan și Bogdan Căpraru, Iași, Editura Universității „Al. I. Cuza”, 2011.
- At Europe's Borders: Medieval Towns in the Romanian Principalities, transl. by Valentin Cîrdei, Leiden, Boston, Brill, 2010.
- O istorie a Europei de Apus în Evul Mediu. De la Imperiul Roman târziu la marile descoperiri geografice (sec. V-XVI), împreună cu Al.-F. Platon, B.-P. Maleon, Iași, Editura Polirom, 2010.
- Orașele din Țara Românească până la sfârșitul secolului al XVI-lea, Iași, Editura Universității „Al. I. Cuza”, 2004.
- De la Cetatea lui Dumnezeu la Edictul din Nantes. Izvoare de istorie medievală (secolele V-XVI), în colaborare cu Alexandru-Florin Platon, Iași, Editura Polirom, 2005.
- Civilizația urbană din spațiul românesc în secolele XVI-XVIII. Studii și documente, volum editat de Laurențiu Rădvan, Iași, Editura Universității „Al. I. Cuza”, 2006.
- Orașul din spațiul românesc între Orient și Occident. Tranziția de la medievalitate la modernitate, volum editat de Laurențiu Rădvan, Iași, Editura Universității „Al. I. Cuza”, 2007.